# Parafia Bożego Ciała w Krakowie
Parafia Bożego Ciała w Krakowie – parafia rzymskokatolicka należąca do dekanatu Kraków-Kazimierz archidiecezji krakowskiej przy ulicy Bożego Ciała na Kazimierzu.
Została utworzona w 1335. Kościół parafialny wybudowany w latach 1335–1477.
W kościele znajdują się relikwie św. Stanisława Kazimierczyka.

## Zasięg parafii
Do parafii należą wierni z Krakowa, mieszkający przy ulicach: Bartosza, Bawół, Berka Joselewicza, Bocheńskiej, Bonifraterskiej, Bożego Ciała, Brzozowej, Ciemnej, Dajwór, Dietla nry nieparzyste 45–111, Estery, Gazowej, Halickiej, Izaaka, Jakuba, Józefa, Krakowskiej nry parzyste 4–52, Kupa, Meiselsa nry parzyste 16–24 i nieparzyste 7–11, Miodowej, Mostowej, Nowej, Plac Nowy, Podbrzezie, Podgórskiej, Przemyskiej, Rzeszowskiej, św. Sebastiana nry parzyste 28–36 i nieparzyste 27–33, Starowiślnej nry parzyste 26–88 i nieparzyste 29–97, Szerokiej, Trynitarskiej, Warszauera, św. Wawrzyńca, Wąskiej, plac Wolnica i Wrzesińskiej.

## Wspólnoty parafialne
- Arcybractwo Najświętszego Sakramentu